# Adam Skorupa
Adam Skorupa (ps. Scorpik, ur. 1 sierpnia 1975 we Wrocławiu) – polski kompozytor, reżyser dźwięku oraz twórca muzyki do gier komputerowych. W latach 90. XX wieku działał na demoscenie związanej z Amigą. Współtwórca formacji muzyki elektronicznej – Aural Planet.
Według amerykańskiego portalu IGN twórca najlepszej oryginalnej muzyki do gier komputerowych w 2007 roku (muzyka do gry Wiedźmin).
W sierpniu 2021 roku utwory ze ścieżek dźwiękowych do Wiedźmina i Wiedźmina 2 – „Peaceful Moments” oraz „Dwarven Stone Upon Dwarven Stone” – uzyskały certyfikaty złotych płyt. Status platynowej płyty uzyskał utwór „A Tavern on the Riverbank” (Wiedźmin 2) skomponowany z Krzysztofem Wierzynkiewiczem.

## Twórczość

### Aural Planet
- Reworked (Vivo Records, 2004) – IDM/ambient
- Acoustic Plantation Releases (Flow Rec-Portugal, 2004) – ambient
- Power Liquids, Aural Planet vs Divinorum (Lynne music- United Kingdom, 2003) – trance/ambient
- 5EX Engine (Vivo Records, 2002) – D&B/IDM
- Part: Second (own label – Planet Rec., 2000) – trance
- Lightflow (Silvershark, 1997) – ambient

### Składanki muzyczne
- Meltdown Files (Norske Graam, 1999) – goa
- Audiophonik (Imphobia, 1999) – ambient
- Cyberlogic 3.11 (TRSI Records, 1996) – techno
- Cyberlogic 2 (TRSI Records, 1995) – techno

### Gry komputerowe
- Tempest Rising(inne języki) (Slipgate Ironworks, 2025)[6]

- Clash II (PrimeBit Games SA, 2022)[7]
- Green Hell (Creepy Jar, 2018) – wspólnie z Krzysztofem Wierzynkiewiczem
- Ancestors: Legacy[8] (Destructive Creations, 2018)
- Hatred[9] (Destructive Creations, 2015)
- Dark Shadow: Army of Evil (Burian Media Enterprises, 2012)
- Wiedźmin 2: Zabójcy królów (CD Projekt, 2011)
- Bulletstorm (People Can Fly, 2011)
- They (Metropolis Software, 2007)
- Wiedźmin (CD Projekt, 2007)
- Infernal (Metropolis Software, 2006)
- Painkiller[1] (People Can Fly, 2004)
- Painkiller: Battle Out of Hell (People Can Fly, 2004)
- Gorky 17[1] (Metropolis Software, 1999)
- Gorky 02: Aurora Watching (Metropolis Software, 2004)
- Gorky Zero (Metropolis Software, 2003)
- Another War II (Mirage Software, 2003)
- Another War (Mirage Software, 2002)
- Archangel (JoWooD, 2002)
- Mimesis Online (Tannhauser Gate, 2001)
- V.O.T.E.R. Golem (Longsoft, 1998)
- Clash[1] (Leryx Longsoft, 1998)
- Książę i Tchórz[1] (Metropolis Software, 1998)
- Reflux (Robo Rumble w Stanach Zjednoczonych) (TopWare, 1998)
- Zagadki Lwa Leona (Leryx Longsoft, 1998)
- Lew Leon[10] (Leryx Longsoft, 1997)
- Wacuś, the Detective (LK Avalon, 1997)
- Slay (Kiwi Soft, 1995)
- Kurt (Heart Line, 1995)
- Pepsi Virtual Games (Pepsi Corp., 1995)
- Za Żelazną Bramą (Black Legend, 1995)

### Krótkie filmy animowane
- Eve Online Trinity Trailer (2007)
- The Ark (2007)
- The Witcher Intro (2007)
- Eve Online Revelations Trailer (2006)
- Benek (2003)

### Demoscena
- Toxic Ziemniak (Alchemy, 1991)
- Marchewki (Alchemy, 1992)